# Deichtorhallen

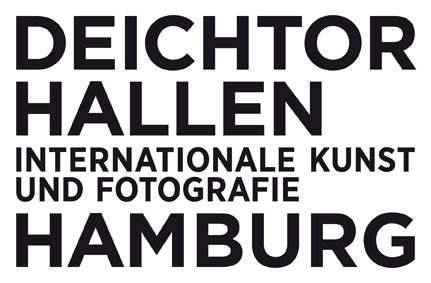
Logo der Deichtorhallen

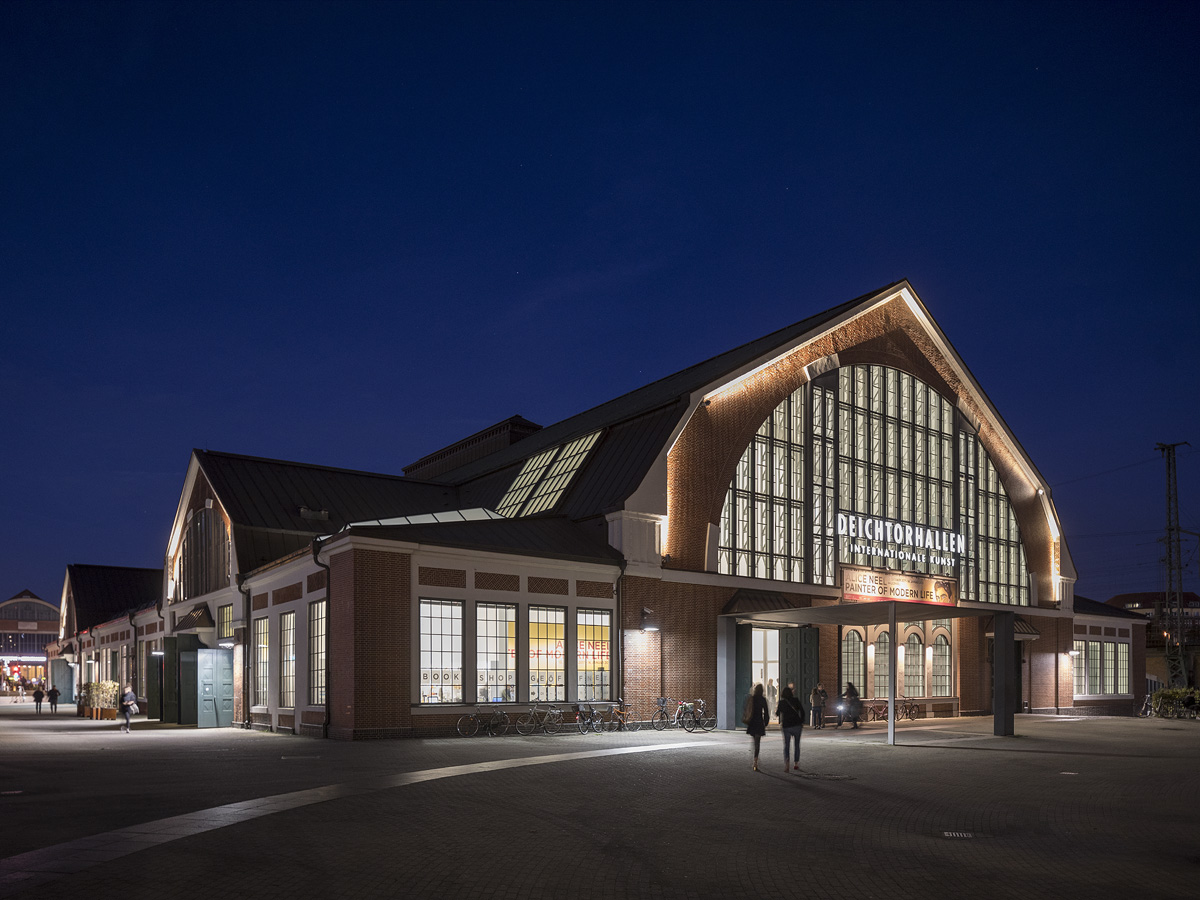
Blick auf die Halle für aktuelle Kunst (2018)

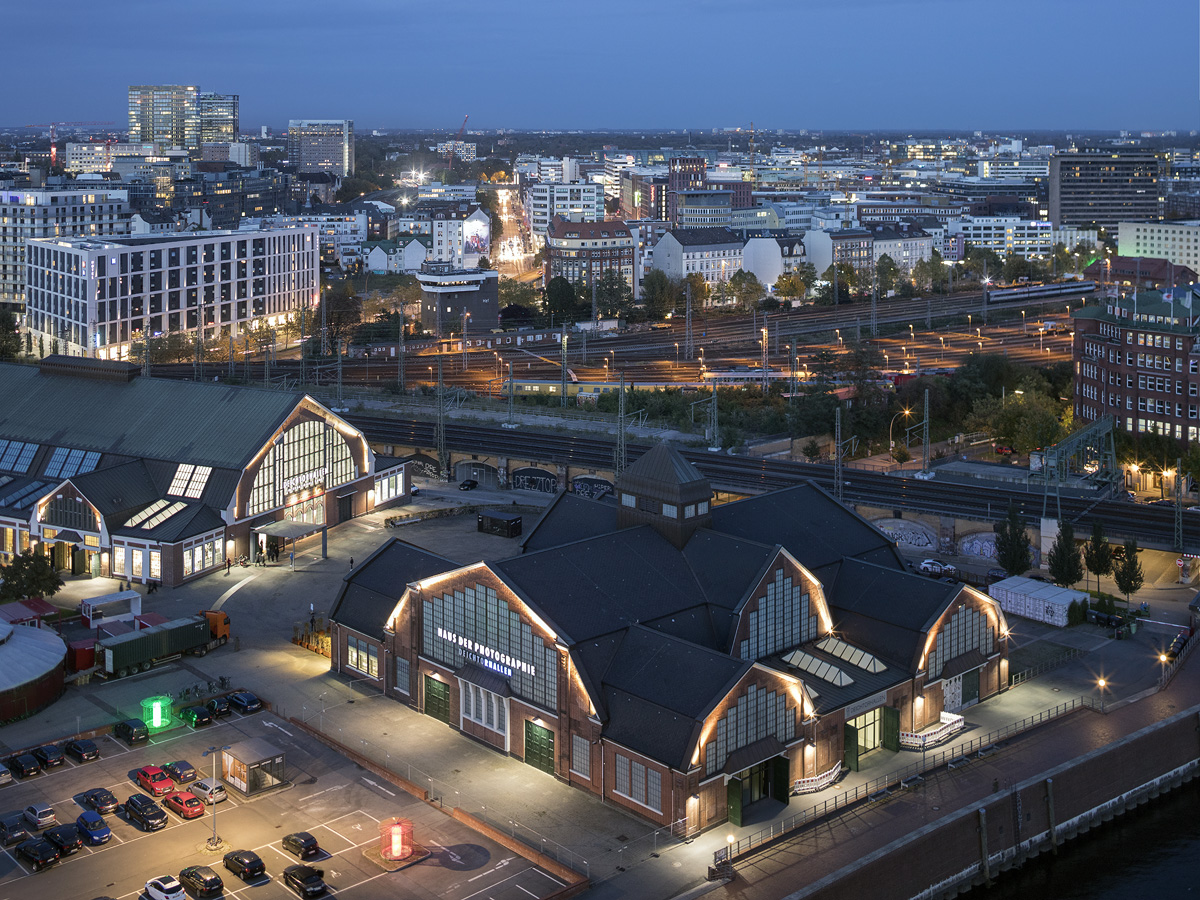
Blick auf die Deichtorhallen Hamburg (2018)

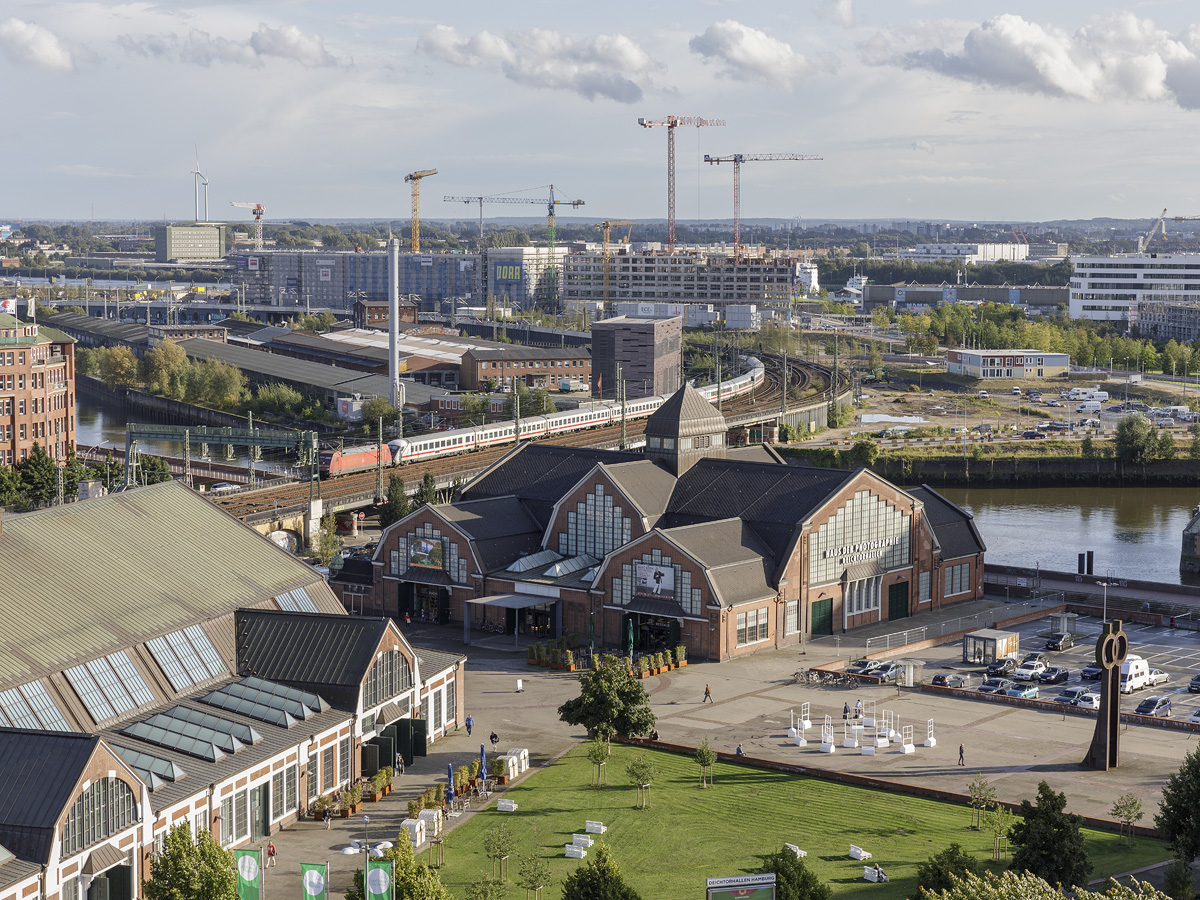
Blick auf das Haus der Photographie (2018).

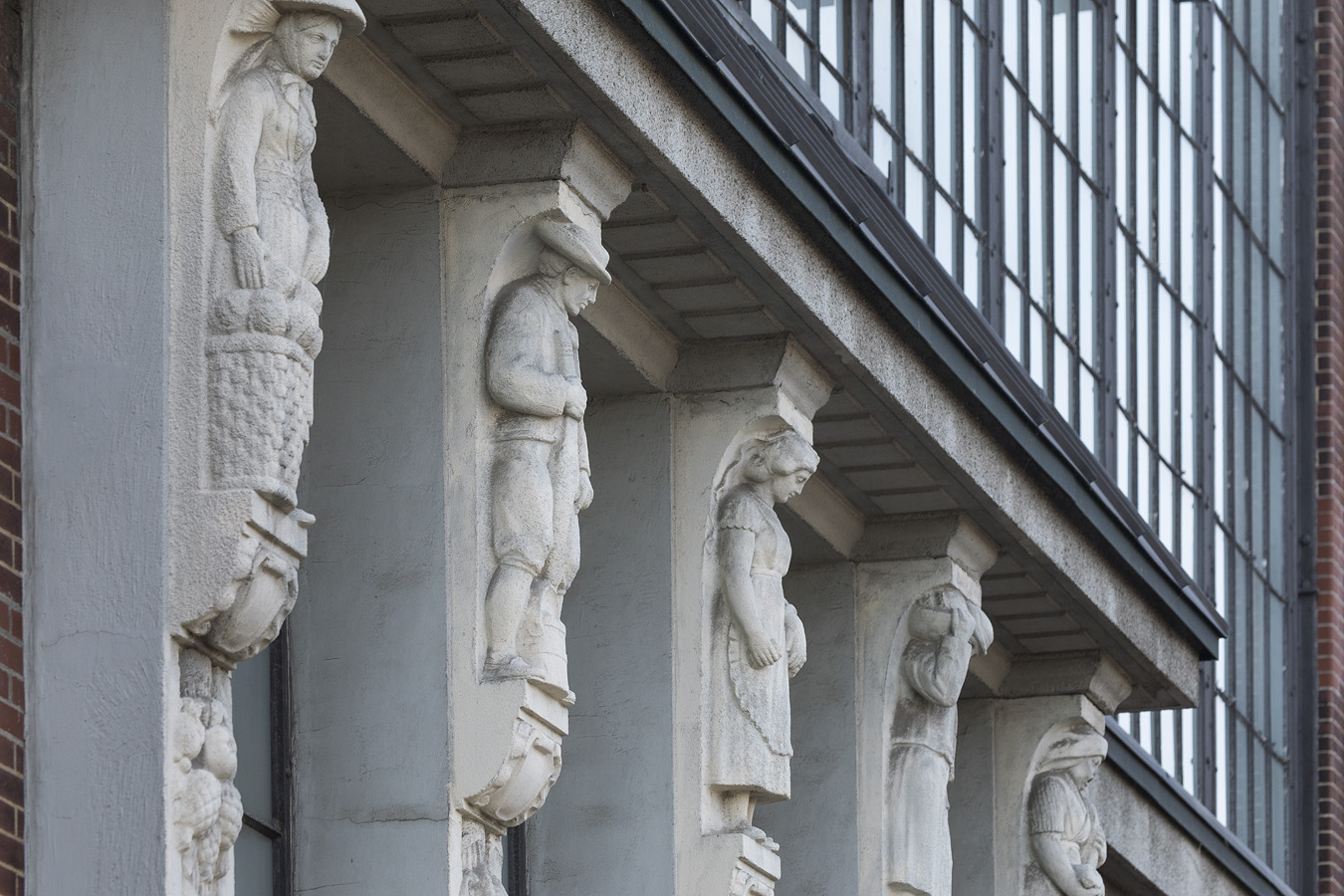
Historische Figuren am Haus der Photographie.

Die Deichtorhallen Hamburg in Hamburg-Altstadt Deichtorstr. 1–2 zählen zu den großen Ausstellungshäusern für zeitgenössische Kunst und Fotografie in Europa. Die beiden historischen Hallen mit ihrer offenen Stahlglasarchitektur wurden von 1911 bis 1914 gebaut. Die Halle für aktuelle Kunst und das Haus der Photographie werden durch eine Dependance in Hamburg-Harburg mit der Sammlung Falckenberg ergänzt. Intendant der Deichtorhallen ist der promovierte Kunsthistoriker Dirk Luckow.

## Geschichte
Zwischen 1911 und 1914 wurden die Deichtorhallen auf dem Gelände des ehemaligen Berliner Bahnhofs, des Hamburger Gegenstücks zum Hamburger Bahnhof in Berlin, als Markthallen errichtet. Sie stellen eines der wenigen erhaltenen Beispiele der Industriearchitektur der Übergangsperiode vom Jugendstil zu den Ausdrucksformen des 20. Jahrhunderts dar. Die beiden Hallen sind offene Stahlkonstruktionen: die nördliche Halle ein dreischiffiger Langbau mit 3800 m² Grundfläche, die südliche Halle (1800 m²) ein Zentralbau mit Laterne.
Die Deichtorhallen wurden durch die Körber-Stiftung restauriert und befinden sich im Besitz der Stadt Hamburg. 1989 wurden sie der Deichtorhallen Hamburg GmbH übergeben. Am 9. November 1989 eröffnete mit der Ausstellung Einleuchten von Harald Szeemann das internationale Kunstausstellungsprogramm der Hallen.
Seit 2009 ist Dirk Luckow Intendant der Deichtorhallen Hamburg, die er gemeinsam mit dem Kaufmännischen Direktor Bert Antonius Kaufmann leitet.

## Halle für aktuelle Kunst
In der nördlichen Deichtorhalle werden in Großprojekten künstlerische Positionen der Gegenwart vorgestellt. Einzelausstellungen von Malern, Bildhauern und Designern mit internationalem Ruf stehen dabei im Vordergrund. Die Projekte werden dabei zumeist ortsspezifisch in enger Kooperation mit den Künstlern entwickelt.
Seit 1989 wurden so mehr als 160 große Ausstellungen gezeigt. Neben umfangreichen monographischen Ausstellungen von bekannten Künstlern wie Andy Warhol, Martin Kippenberger oder Louise Bourgeois werden auch jüngere Künstler in großen Ausstellungen vorgestellt, wie etwa 1994 Andreas Gursky, Jason Rhoades (1999) oder Jonathan Meese (2006). Darüber hinaus werden Themen- und Gruppenausstellungen sowie große internationale Kunstsammlungen wie die Sammlung Julia Stoschek (2010) gezeigt.
Auch finden regelmäßig Ausstellungen mit einer programmatischen Nähe von Kultur und Alltag sowie mit kulturhistorischen Themen statt, die sich bewusst an ein breites Publikum wenden. Das Programm der Halle für aktuelle Kunst wird vom Intendanten der Deichtorhallen Dirk Luckow verantwortet.

## Haus der Photographie
Mit dem Haus der Photographie im südlichen Gebäude der Deichtorhallen erhielt Hamburg 2005 ein Ausstellungshaus mit zwei großen fotografischen Sammlungen: die Sammlung F. C. Gundlach. Das Haus der Photographie zeigt internationale Wechselausstellungen zur Fotografie, von Arbeiten des 19. und 20. Jahrhunderts bis hin zu jungen Fotografen der Gegenwart und Aspekte der digitalen Revolution.
Maßgeblich konzipiert wurde das Haus der Photographie von F. C. Gundlach (1926–2021), dem Gründungsdirektor und künstlerischen Leiter des Hauses der Photographie in den Jahren 2003 bis 2005. Er kuratierte auch die Eröffnungsausstellung Martin Munkácsi: Think While You Shoot! (2005). Seit 2006 war Gundlach nicht mehr Programmdirektor des Hauses, jedoch weiterhin Mitglied des Aufsichtsrats. Der Umbau der südlichen Deichtorhalle zum Haus der Photographie erfolgte von 2004 bis 2005 durch den Hamburger Architekten Jan Störmer.

## Sammlung Gundlach
Kernstücke des Hauses der Photographie bilden die Sammlung F. C. Gundlach – eine Sammlung in den Bereichen Modefotografie und künstlerische Fotografie – sowie das Bildarchiv des Nachrichtenmagazins Der Spiegel. Beide Sammlungen sind in Hamburg entstanden und konnten dank der Investition in die Ausstellungstechnik, die Architektur und die konservatorischen Bedingungen des Hauses der Photographie als langfristige Dauerleihgaben in Hamburg gehalten werden.
In seiner Funktion als Gründungsdirektor des Hauses der Photographie in den Deichtorhallen Hamburg stellte Gundlach seine private Sammlung dem Haus im Jahre 2003 als Dauerleihgabe für einen Zeitraum von 20 Jahren zur Verfügung. Ziel des Hauses ist es, die Sammlung und die ihr innewohnenden Themenkomplexe einem breiten Publikum vorzustellen. Neben fotografischen Arbeiten wurden seit Mitte der 1980er Jahre für Gundlach auch zahlreiche Werke von bildenden Künstlern interessant, die sich in ihrem Schaffen mit dem Medium Fotografie beschäftigten. Seit 2003 wurden zahlreiche Ausstellungen aus dem Fundus der Sammlung zusammengestellt, darunter „A Clear Vision“ (2003), „The Heartbeat of Fashion“ (2006), „American Beauties“ (2007) oder „Nobuyoshi Araki. Silent Wishes“ (2010).

## Sammlung Falckenberg
Die Sammlung Falckenberg befindet sich seit 2001 in den Phoenix-Hallen in Hamburg-Harburg. 2007 erwarb der Jurist und Unternehmer Harald Falckenberg eines der Gebäude und ließ dieses von dem Berliner Architekten Roger Bundschuh zu einem Ausstellungshaus für seine Sammlung umbauen.
Seit der Eröffnung im Mai 2008 wurden dort 28 Ausstellungen mit Künstlern wie Paul Thek, Jon Kessler oder Robert Wilson gezeigt, aber auch Themenausstellungen und Sammlungspräsentationen. Die Räume machen es möglich, größere Installationen und multimediale Projekte von Künstlern wie John Bock, General Idea, Thomas Hirschhorn, Mike Kelley, Jon Kessler, Jonathan Meese und Gregor Schneider zu zeigen.
Seit Januar 2011 gehört die Sammlung Falckenberg organisatorisch zur Deichtorhallen Hamburg GmbH und wird von dieser unter dem Namen „Deichtorhallen Hamburg – Sammlung Falckenberg“ betrieben. Das Ausstellungskonzept der Sammlung Falckenberg soll fortgesetzt und um neue Aspekte ergänzt werden.
Die Sammlung umfasst etwa 2000 Arbeiten der zeitgenössischen Kunst. Ihr Schwerpunkt liegt auf deutscher und amerikanischer Gegenwartskunst der letzten 30 Jahre. Sie bietet einen Überblick über diese, dem Modell der „Counter Culture“, einer Gegen- und Jugendkultur verpflichtete Entwicklung der Gegenwartskunst. Wichtige Künstler sind mit Werkgruppen vertreten.

## Wichtige Ausstellungen
- 2001: Wolfgang Tillmans
- 2004: Martin Parr
- 2006: Jonathan Meese
- 2007: Georg Baselitz; Erwin Wurm
- 2008: Fischli & Weiss
- 2009: Lillian Bassman / Paul Himmel, Herbert Tobias, Katharina Fritsch
- 2010: Nobuyoshi Araki, Poul Gernes, Julia Stoschek-Collection
- 2011: Gilbert & George, Traummänner. 50 Fotografen zeigen ihre Vision vom Ideal, Marilyn Minter
  - in der Sammlung Falckenberg: Dieter Meier
- 2012, Halle für Aktuelle Kunst: Antony Gormley – Horizon Field Hamburg
- 2013, in der Sammlung Falckenberg: William S. Burroughs, Retrospektive
  - in der Sammlung Falckenberg: Harry Callahan, Retrospektive
  - Maria Lassnig: Der Ort der Bilder
- 2014, Ute und Werner Mahler: Werkschau
- 2016/17: Sammlung Viehof. Internationale Kunst der Gegenwart (in der Halle für aktuelle Kunst und in der Sammlung Falckenberg)
- 2017, Halle für aktuelle Kunst: Bill Viola – Installationen
- 2017/18, Haus der Photographie: Alec Soth. Gathered leaves
- 2018/19, in der Sammlung Falckenberg: Ralf Ziervogel – AS IF
  - Haus der Photographie: Michael Wolf. Life in cities, in Kooperation mit dem Fotomuseum Den Haag, Kurator Wim van Linderen
- 2019, Halle für aktuelle Kunst: Aktuell Hyper! A journey into art and music, Kurator Max Dax
  - Haus der Photographie: Lauren Greenfield – Generation Wealth
  - dto.: Walter Schels. Leben
- 2019/20, Halle für aktuelle Kunst: Baselitz – Richter – Polke – Kiefer: Die jungen Jahre der alten Meister (in Kooperation mit der Staatsgalerie Stuttgart), kuratiert von Götz Adriani
- 2020, wie vor: Jetzt! Junge Malerei in Deutschland
- 2020/21, wie vor: William Kentridge - Why should I hesitate: Putting Drawings To Work
- 2021: Family affairs. Familie in der aktuellen Fotografie
- 2023, Halle für aktuelle Kunst: Sarah Morris. All Systems Fail
- 2023/24, wie vor: Dix und die Gegenwart[5]
- 2024: Claudia Andujar – The End of the World[6]
- 2024/25: Halle für Aktuelle Kunst: Franz Gertsch. Blow up. Eine Retrospektive